# Macaco
|  | Aquest article tracta sobre els primats. Vegeu-ne altres significats a «Macaco (grup)». |

Els macacos constitueixen un gènere (Macaca) de micos gregaris del Vell Món de la subfamília dels cercopitecins. Les 23 espècies de macacos habiten àrees de l'Àsia, el nord d'Àfrica i (en un cas) Gibraltar. Els macacos són principalment frugívors (mengen fruita), tot i que la seva dieta també inclou llavors, fulles, flors i escorça d'arbres. Algunes espècies, com el macaco menjacrancs, subsisteixen amb una dieta d'invertebrats i, a vegades, de petits vertebrats. De mitjana, els macacos de cua de porc meridional del sud de Malàisia mengen aproximadament 70 rates grosses a l'any. Tots els grups socials macacos són matriarcals, disposats al voltant de femelles dominants.
Els macacos es troben en diversos hàbitats a tot el continent asiàtic i s'adapten amb facilitat. Algunes espècies han après a conviure amb humans i s'han convertit en invasores en alguns entorns establerts per l'ésser humà, com l'illa de Maurici i el parc estatal Silver Springs Shores de Florida. Els macacos poden ser una amenaça per a la conservació de la fauna salvatge i per al benestar humà mitjançant el transport de malalties transmissibles i mortals. Actualment, les espècies invasores de macacos es manipulen amb diversos mètodes de control.

## Descripció
A part dels humans (Homo sapiens), els macacos són el gènere de primats més estès, que van des del Japó fins al subcontinent indi i, en el cas de la mona de Gibraltar (Macaca sylvanus), fins al nord d'Àfrica i el sud d'Europa. Actualment es reconeixen vint-i-tres espècies de macacos. Els macacos són primats robustos els braços i les potes dels quals tenen aproximadament la mateixa longitud. El pelatge d'aquests animals sol ser de tonalitats variades de marró o negre i els seus morros tenen un perfil arrodonit amb narius a la superfície superior. La cua varia entre cada espècie, que pot ser llarga, moderada, curta o totalment absent. Tot i que diverses espècies manquen de cua i els seus noms comuns es refereixen a ells com a simis, es tracta de veritables micos, que no tenen una relació més gran amb els veritables simis que qualsevol altre mico del Vell Món. En el seu lloc, això prové d'una definició anterior de «simi» que incloïa primats en general.
En algunes espècies, els plecs de la pell s'uneixen entre el segon i el cinquè dit del peu, arribant gairebé a la primera articulació metatarsiana. La mida del mico difereix segons el sexe i les espècies. Els mascles de totes les espècies poden variar entre 41 i 70 cm de llargada del cap i del cos, i en pes de 5,5 a 18 kg. Les femelles poden variar entre 2,4 i 13 kg. Aquests primats viuen en tropes que varien de mida, on dominen els mascles, tot i que l'ordre de rang de dominància canvia sovint. El rànquing femení dura més i depèn de la seva posició genealògica. Els macacos són capaços de nedar i passar la major part del temps a terra, juntament amb una mica de temps als arbres. Tenen bosses grans a les galtes on transporten menjar extra. Es consideren molt intel·ligents i s'utilitzen sovint en el camp mèdic per a l'experimentació. Els adults també són famosos per tendir a ser malhumorats.

## Distribució i hàbitat
Els macacos s'adapten a hàbitats i climes molt diferents. Poden tolerar variacions de temperatura molt grans i viure en indrets mlt variats. S'adapten bé a la vida prop dels humans i poden sobreviure sempre que puguin obtenir menjar. També poden sobreviure en estat completament salvatge.
Les variacions geogràfiques i ecològiques són les més grans de tots els primats no humans. Els seus hàbitats inclouen la pluviselva del sud-est d’Àsia, Sri Lanka, Índia, muntanyes del Pakistan i l'Afganistan, muntanyes temperades d'Algèria, el Japó, la Xina, el Marroc i Nepal. Algunes varietats viuen en poblets i viles d’Àsia. Als Estats Units, a l’estat de Florida, viuen alguns Macacos rhesus, suposadament descendents de macacos supervivents a un accident fluvial o voluntàriament introduïts.

## Taxonomia
| Grop                                   | Imatge | Nom comú                                                                | Nom científic   | Distribució | Estat de conservació (Llista Vermella de la UICN 2020) |
| -------------------------------------- | ------ | ----------------------------------------------------------------------- | --------------- | --- | ------------------------------------------------------ |
| Grup mones de Gibraltar                |        | Mona de Gibraltar                                                       | M. sylvanus     | Algèria, Marroc i Gibraltar | en perill (EN)                                         |
| Grup macacos de cua de porc meridional |        | Macaco silè                                                             | M. silenus      | Ghats Occidentals | en perill (EN)                                         |
| Grup macacos de cua de porc meridional |        | Macaco de cua de porc meridional (també anomenat localment com a beruk) | M. nemestrina   | Tailàndia del Sud, Malàisia i Indonèsia | en perill (EN)                                         |
| Grup macacos de cua de porc meridional |        | Macaco de cua de porc septentrional                                     | M. leonina      | Bangladesh, Cambodja, Xina, Índia, Laos, Myanmar, Tailàndia i Vietnam                                                                        | vulnerable (VU)                                        |
| Grup macacos de cua de porc meridional |        | Macaco de l'illa Pagai                                                  | M. pagensis     | Sumatra, Indonesia | en perill crític (CR)                                  |
| Grup macacos de cua de porc meridional |        | Macaco de Siberut                                                       | M. siberu       | Siberut, Indonesia | en perill (EN)                                         |
| Grup macacos de cua de porc meridional |        | Macaco moro de Sulawesi                                                 | M. maura        | Sulawesi, Indonesia | en perill (EN)                                         |
| Grup macacos de cua de porc meridional |        | Macaco crestat de Sulawesi                                              | M. ochreata     | Cèlebes, Indonesia | vulnerable (VU)                                        |
| Grup macacos de cua de porc meridional |        | Macaco de Tonkean                                                       | M. tonkeana     | Centre de Sulawesi i prop de les illes Togian a Indonesia                                                                                    | vulnerable (VU)                                        |
| Grup macacos de cua de porc meridional |        | Macaco de Heck                                                          | M. hecki        | Cèlebes, Indonesia | vulnerable (VU)                                        |
| Grup macacos de cua de porc meridional |        | Macaco negre de Gorontalo                                               | M. nigrescens   | Cèlebes, Indonesia | vulnerable (VU)                                        |
| Grup macacos de cua de porc meridional |        | Macaco negre de Sulawesi                                                | M. nigra        | Sulawesi i illes Bacan, Indonesia | en perill crític (CR)                                  |
| Grup de macacos menjacrancs            |        | Macaco menjacrancs                                                      | M. fascicularis | Àsia Sud-oriental | vulnerable (VU)                                        |
| Grup de macacos menjacrancs            |        | Macaco ursí                                                             | M. arctoides    | Àsia Sud-oriental, India, Malàisia, Burma, Tailàndia, Laos, Cambodja i Vietnam                                                               | vulnerable (VU)                                        |
| Grup macacos rhesus                    |        | Macaco rhesus                                                           | M. mulatta      | Àsia Sud-orintal | rísc mínim (LC)                                        |
| Grup macacos rhesus                    |        | Macaco de Taiwan                                                        | M. cyclopis     | Taiwan | rísc mínim (LC)                                        |
| Grup macacos rhesus                    |        | Macaco japonès (també anomenat mono de les neus)                        | M. fuscata      | Japó | rísc mínim (LC)                                        |
| Grup de macacos de còfia               |        | Macaco de còfia                                                         | M. sinica       | Sri Lanka | en perill (EN)                                         |
| Grup de macacos de còfia               |        | Macaco de capell (també anomenat zati)                                  | M. radiata      | India | vulnerable (VU)                                        |
| Grup de macacos de còfia               |        | Macaco d'Assam                                                          | M. assamensis   | Butan; Arunachal Pradesh, Assam, Manipur, Meghalaya, Mizoram, Nagaland, Sikkim i Tripura a l'Índia del Nord-est; nord-est de Myanmar; i Xina | gairebé amenaçada (NT)                                 |
| Grup de macacos de còfia               |        | Macaco del Tibet                                                        | M. thibetana    | Tibet oriental, est de Guangdong i nord de Shaanxi                                                                                           | gairebé amenaçada (NT)                                 |
| Grup de macacos de còfia               |        | Macaco d'Arunachal                                                      | M. munzala      | Arunachal Pradesh, Índia del Nord-est | en perill (EN)                                         |
| Grup de macacos de còfia               |        | Macaca selai                                                            | Macaca selai    | Arunachal Pradesh, Índia del Nord-est | Indeterminat                                           |
| Grup de macacos de còfia               |        | Macaca leucogenys                                                       | M. leucogenys   | Sud oest del Tibet i Arunachal Pradesh | en perill (EN)                                         |

Estudis posteriors van discutir algunes d'aquestes agrupacions d'espècies. Per exemple, Li et al., Basats en proves d'ADN, no reconeixen el grup de M. fascularis. Més aviat, situen el macaco menjacrancs dins del grup M. mulatta i el macaco ursí dins del grup M. sinica.
Espècies prehistòriques (fòssils):
- M. anderssoni Schlosser, 1924
- M. jiangchuanensis Pan et al., 1992[23]
- M. libyca Stromer, 1920
- M. majori Schaub i Azzaroli a Comaschi Caria, 1969 (a vegades inclosos en M. sylvanus)
- M. florentina Cocchi, 1872